# Averrunco
Na antiga religião Romana, Averrunco (em latim: Averruncus) ou Aurunco (em latim: Auruncus) é o deus da prevenção de danos. Aulo Gélio diz que ele é um dos deuses potencialmente malignos, que devem pela sua potência de infligir e ou  reter o desastre contra pessoas e as colheitas.
Embora a etimologia do nome é muitas vezes ligado ao verbo em latim avertere, "afastar-se," a mais provável origem está no averro "varrer", daí averrunco, "afastar",  Varrão afirma que o infinitivo do verbo averruncare compartilha sua história com o deus, cuja principal função é a prevenção. Averrunco pode estar entre os indigitamenta pertencentes a um outro deus, como Apolo ou Marte, Em outras referências, Averrunco também é conhecido como o deus do parto.